# Filmoteca de Cataluña
La Filmoteca de Cataluña (Filmoteca de Catalunya en catalán) es una institución cultural gestionada por el Departamento de Cultura de la Generalidad de Cataluña que desde 1981 se dedica a la preservación de material fílmico y a la difusión de la cultura cinematográfica. Su sede principal, donde se encuentran las oficinas, las salas de exhibición y de exposiciones y la biblioteca especializada en cine, se encuentra en la plaza de Salvador Seguí, 1-9, en el barrio de El Raval de Barcelona (España), y fue inaugurada el 19 de febrero de 2012. El Centro de Conservación y Restauración de la Filmoteca se sitúa en el Parque Audiovisual de Cataluña (Tarrasa). Desde 2024 su director es Pablo La Parra.

## Historia
El origen de la actual Filmoteca se sitúa en la delegación en Barcelona de los servicios de la Filmoteca Nacional Española, abierta en 1963, que en 1981 fueron traspasados al gobierno de la Generalidad de Cataluña. Desde entonces la Filmoteca está gestionada por el Departamento de Cultura, a través de diversos organismos. Durante su primer período la Filmoteca de Cataluña se dedicó a la proyección de películas. A su vez, también, se fue creando la estructura legal, económica y humana para constituir una colección cinematográfica tan amplia (tanto fílmica como documentalmente) que, en 1992, desencadenó en la creación de un archivo que custodia el patrimonio fílmico catalán.
La primera sede de la sala de proyecciones de la Filmoteca se ubicaba en Travesera de Gracia, pero en 1991 se trasladó al antiguo cine 'Aquitania', en la Avenida de Sarriá. Un espacio que la Filmoteca utilizó durante más de veinte años y por el que pasaron unas 100.000 personas anualmente.

### Nueva sede en el Raval
Desde el mes de febrero de 2012 la Filmoteca de Cataluña dispone de una nueva sede en la Plaza Salvador Seguí del barrio del Raval de Barcelona a pesar de que el proyecto de su traslado existía desde 2000. Dispone además de sesiones concertadas en salas de exhibicones en Vich, Gerona, Tarrasa, Olot, Manresa, y Lérida. En 2002 la institución pasó a formar parte del Instituto Catalán de las Empresas Culturales.
En 2004 el proyecto arquitectónico salió a concurso y fue elegida una propuesta de Josep Lluís Mateo, autor también del edificio del Centro de Convenciones del Fórum. El edificio, de 7.515 metros cuadrados repartidos en seis plantas, dispone de dos salas de proyección (Sala Chomón y Sala Laya), con capacidad para 360 y 175 espectadores, respectivamente.
En el año 2008, durante la construcción de los cimientos de la nueva sede, se encontraron restos de objetos de cerámica de la Edad de Bronce así como restos de una mujer neolítica i de la Galera, una antigua cárcel del siglo XVII. Estos hallazgos provocaron atrasos de aproximadamente un año en las obras de construcción y aumentaron su coste en 1,5 millones de euros.
En marzo de 2010 fue nombrado como nuevo director Esteve Riambau, mediante un concurso público y, en junio de 2011 Octavi Martí fue nombrado director adjunto. 

#### Inauguración
El 21 de noviembre de 2011 fue la última proyección en la Sala Aquitània. La inauguración de la nueva sede en el Raval se retrasó tres meses debido a la adecuación del espacio urbano de la plaza Salvador Seguí. Así pues, la nueva sede abrió sus puertas el 19 de febrero de 2012 con una jornada de puertas abiertas y, oficialmente, fue inaugurada al día siguiente. Para ello, se programó una retrospectiva de Bigas Luna con copias restauradas por la propia Filmoteca y una exposición sobre la guerra civil española, entre otros ciclos.

#### Aumento de seguidores
El primer año en funcionamiento, la nueva sede acogió 135.000 espectadores, con un incremento sustancial respecto de la sede antigua. El aumento de público en las proyecciones también tuvo repercusión sobre otras ofertas de la nueva sede de la Filmoteca. Más de un millar de personas vieron la exposición "Imágenes confrontadas: La Guerra Civil y el cine", diversos colectivos realizaron visitas guiadas y 2.000 alumnos asistieron a las sesiones matinales de la Filmoteca para las escuelas. La Biblioteca del Cine, ubicada en el mismo edificio, entregó más de 400 carnets nuevos para la utilización de los servicios de consulta y préstamo.

## Características
Todas las proyecciones suelen realizarse en versión original con subtítulos y a precios populares. Los sábados y domingos a las 16:30 h se realiza una proyección destinada al público infantil.
Las sesiones se organizan, generalmente, por ciclos monográficos de autor o temáticos con una atención compartida entre el cine clásico, nuevas tendencias contemporáneas y colaboraciones transversales con otras entidades culturales. Los lunes permanece cerrada y el resto de la semana se programan, durante todo el año, entre cuatro y seis sesiones diarias desde las 17:00 y las 22:00. Entre los cineastas que han visitado la Filmoteca desde su inauguración destacan los franceses Costa-Gavras, Robert Guediguian, Lautent Cantet o Agnès Varda, los británicos Michael Winterbottom y Kevin Brownlow, los alemanes Volker Schlöndorff y Edgar Reitz, el iraní Abbas Kiarostami, el finlandés Aki Kaurismaki, el rumano Cristian Mungiu, el checo Jiri Menzel, los italianos Marco Bellocchio, Gianni Amelio y Toni Servillo, la peruana Claudia Llosa, el portugués Paulo Branco, los españoles Carlos Saura, Jaime Chávarri, Manuel Gutiérrez Aragón y Antonio Banderas y los catalanes Bigas Luna, Jaime Camino, Isaki Lacuesta, Marc Recha, Albert Serra, Ventura Pons y Josep Maria Forn. 
Además, la Filmoteca también dispone de unos Servicios Educativos que organizan un programa anual llamado Filmoteca per a les escoles que permite a niños y jóvenes de 0 a 18 años y sus profesores asistir a sesiones matinales de cine complementadas con diversas actividades pedagógicas relacionadas con las proyecciones. Otra actividad pedagógica es el Aula de Cinema, una invitación a los estudiantes de diversas universidades catalanas y al público no universitario a redescubrir la historia del séptimo arte en 30 sesiones.
En 2013, la Filmoteca acogió el Congreso Mundial de la FIAF (Federación Internacional de Archivos Cinematográficos) con la presencia de un centenar de instituciones de todo el mundo. En 2015 conmemoró el centenario de Orson Welles con una amplia retrospectiva, el estreno de una obra de teatro y la celebración de un simposio internacional que culminó con la proyección de "Campanadas a medianoche" en la Colegiata de Cardona -uno de sus escenarios de rodaje- con la presencia de Chris Welles -hija del cineasta- y Keith Baxter, uno de sus protagonistas.

## Biblioteca
Esta biblioteca forma parte de la red de Bibliotecas Especializadas de la Generalidad de Cataluña (BEG), del Catálogo Colectivo de las Universidades de Cataluña y de BiblioCi, la red internacional de unidades de información (centros de documentación y bibliotecas) especializadas en cine y medios audiovisuales de América Latina, el Caribe y España. La Biblioteca del Cinema nació en 1982 con la creación de la Filmoteca, a raíz de la cesión del Ministerio de Cultura al Departamento de Cultura de la Generalidad. Su colección se inició con el fondo de la antigua delegación de la Filmoteca Nacional y de la CO.CI.CA (Colección Cinematográfica Catalana), recopilada por Miquel Porter i Moix. La Biblioteca también cuenta con la inestimable colección Biblioteca de Cine Delmiro de Caralt iniciada por el matrimonio formado por Delmiro de Caralt y Pilar de Quadras en el año 1924. Desde el 2002 esta colección forma parte del Catálogo del Patrimonio Cultural Catalán.
Desde sus orígenes, uno de los objetivos de la biblioteca es la recopilación de distintas colecciones y documentos -tanto personales como de entidades y/o asociaciones- que ayuden a enriquecer el fondo ya existente. Actualmente, la cantidad y el valor de sus fondos, hacen de la Biblioteca de la Filmoteca una de las bibliotecas más importantes de cine de Europa.
La Filmoteca de Cataluña dispone un fondo de más de 45.000 libros y 1.500 revistas históricas a las que hay que sumarle las 128 cabeceras especializadas que se reciben anualmente. Además, en la Biblioteca también se conservan más de 20.000 archivos gráficos, más de 8.000 películas en formato vídeo o DVD y unas 5.000 bandas sonoras en CDm así como una colección de aparatos cinematográficos con más de 1.250 piezas originales. Periódicamente, publica libros y DVD con materiales procedentes de sus fondos, parcialmente accesibles a través de un Repositorio Digital. Miembro de la FIAF, en 2013 organizó el 69 congreso de la Féderation Internationale des Archives Filmiques, que agrupa a las 150 principales cinematecas del mundo.

## Centro de Conservación y Restauración
El nuevo Centro de Conservación y Restauración de la Filmoteca de Cataluña se encuentra situado en el Parque Audiovisual de Tarrasa y alberga las distintas colecciones que constituyen el patrimonio cinematográfico de Cataluña.
Sus funciones pueden dividirse en cuatro tareas archivísticas bien diferenciadas:
- Conservación: La Filmoteca dispone de los equipos, la tecnología y los útiles adecuados a la especificidad del soporte cinematográfico para poder adecuarse a los diferentes soportes y emulsiones que la industria audiovisual ha fabricado a lo largo de los años para garantizar la conservación del patrimonio cinematográfico a las generaciones futuras. Hay que tener en cuenta la siguiente distinción:

Conservación activa: Revisión e inspección de los documentos cinematográficos para evaluar sus características técnicas y su estado físico y químico para poder llevar a cabo los distintos tratamientos de adecuación, limpieza y/o tratamiento que requiera cada material.
Conservación pasiva: Situación de los materiales cinematográficos en las cámaras de conservación, dotadas de control de temperatura y humedad para optimizar y prolongar su conservación.
- Recuperación: Promoción de iniciativas, colaboraciones y políticas que deben favorecer la conservación del patrimonio audiovisual catalán. Mediante las órdenes de subvención del ICEC (Instituto Catalán de las Empresas Culturales), se impulsa a que las nuevas producciones audiovisuales catalanas entreguen materiales de conservación al archivo. Se intenta facilitar y favorecer los depósitos y/o donaciones de empresas, instituciones, organismos, particulares, etc de sus fondos fílmicos al archivo. Se asesora y se ayuda a toda aquellas instituciones públicas o privadas que tienen fondos fílmicos a tomar conciencia de la fragilidad del soporte cinematográfica para que adopten las medidas pertinentes para su correcta conservación.

- Preservación y/o restauración: "Telecinar" los filmes en soporte videográfico para evitar su manipulación y facilitar su consulta. Copiar las películas con degradación física o química a otros soportes cinematográficos siempre respetando los códigos éticos de restauración. Es decir, manteniendo el file lo más cercano posible a la obra que hicieron los autores en el momento de su creación.
- Catalogación: Identificar los documentos cinematográficos con el título, autores, productores, intérpretes, nacionalidad, fechas y el vaciado de contenido para que cada film se pueda reconocer de forma inequívoca y que no dé lugar a confusión con otras grabaciones con el mismo título u otras versiones, etc.

### Instalaciones
- Salas de visionado en formatos de 35mm, 16mm, 9,5mm y 8mm.
- Cabina de visionado en soporte vídeo y digital para las consultas externas.
- Mesas de repaso y adecuación de los documentos cinematográficos.
- Telecine de 35mm y 16mm para pasar las imágenes a soporte videográfico.
- Sistema de cambios de formato videográficos analógicos y digitales.
- Escáneres fotográficos para la digitalizar los fondos de fotografías de cine.
- Escáner fotográfico de alta resolución para la restauración de películas primitivas.
- Neveras de conservación con control de temperatura y humedad.
- Ordenadores para la consulta de la base de datos para las búsquedas externas.

### Fondos
El archivo cuenta con 185.000 bobinas de película que corresponden a unos 47.000 documentos audiovisuales (21.000 títulos, aproximadamente) en diferentes soportes: 38.000 películas cinematográficas (en 35mm, 16mm, 8mm y 9,5mm) y unos 9.000 vídeos (VHS, betacam, DVD, discos duros, etc). Además, hay que sumarle una gran colección de negativos de fotografías.
El material depositado procede de:
- Empresas: Suelen ser productoras o distribuidoras, aunque también pueden ser empresas que han acumulado un importante fondo cinematográfico que no pueden conservar en condiciones óptimas.
- Instituciones: entidades parecidas al caso anterior pero de carácter público y no lucrativo.
- Particulares: coleccionistas privados y/o cineastas. Sus depósitos incluyen tanto clásicos recuperados por ellos mismos y que ceden para su conservación como películas filmadas por ellos mismos.

Una vez establecido el contacto entre las dos personalidades, la entrada del material al archivo puede tener distintas tipologías jurídicas:
- Depósitos: el fondo custodiado en el archivo continúa siendo propiedad del depositario.
- Donaciones: igual que el caso anterior pero los derechos de propiedad sobre las copias son ostentados por la Filmoteca; el depositario ha realizado la donación renunciando al material.
- Entregas obligatorias: Todas las películas que reciben subvenciones del ICIC deben ser depositadas por la productora en el archivo que recibe la custodia de conservación.
- Compras: directas del archivo o de la Filmoteca por distintos motivos. Pueden ser acuerdos con coleccionistas, o títulos que la Filmoteca ha adquirido para la proyección y exhibición en la sala. Es una forma de entrada de material muy excepcional.
- Obsequios e intercambios: entradas de material como resultado de cambios, intercambios y/o colaboraciones con otras filmotecas.
- Trabajos de preservación y restauración: efectuados desde la misma Filmoteca. Para poder cumplir con el objetivo principal de ésta, es decir, se lleva a cargo una tarea selectiva de preservación y restauración de algunas copias, proceso que puede culminar en un nuevo tiraje en un laboratorio cinematográfico.

### Difusión
El archivo ha editado tres catálogos correspondientes a su fondo de películas en soporte de nitrato de celulosa, con el título "Fondo de nitratos de la Filmoteca", en CD-ROm; una serie de monografías centradas en la Historia del cine catalán y, aún más reciente, la colección "Cineastas", dedicada a realizar un exhausto repaso por la biografía y filmografía de célebres autores y que cuenta con 18 volúmenes. También destacan ediciones en DVD de restauraciones impulsadas o realizadas por la misma Filmoteca, películas de especial interés histórico, como la obra de Segundo de Chomón o el largometraje "Vida en sombras". También se ha llevado a cabo el proyecto de restauración digital, resaltando algunos títulos del cine primitivo español u otros inéditos de Georges Méliès.
En mayo de 2013 la Filmoteca de Cataluña puso en marcha un nuevo Repositorio digital, que permite consultar en línea fondos gráficos y documentales. Entre los fondos que se pueden consultar, hay: fotografías, carteles, programas de mano, carteleras, revistas catalanas históricas de cine, libros, guiones, novelas cinematográficas y fondos personales y de empresa. Los contenidos se irán incrementando progresivamente con otros materiales documentales y bibliográficos. Entre los fondos más destacados de la Biblioteca se encuentran las revistas Arte y Cinematografía, El Cine, Mundo Cinematográfico o Popular Film, publicadas antes de la Guerra Civil; los fondos patrimoniales de Adrià Gual y los hermanos Baños; carteles de Macari; fotografías del estudio Sabaté y libros editados durante la primera mitad del siglo XX.